# Баграев, Николай Георгиевич
Никола́й Гео́ргиевич Багра́ев (укр. Микола Георгійович Баграєв; род. 19 июня 1964, Дигора, Северо-Осетинская АССР) — украинский бизнесмен в сферах медиа и шоу-бизнеса, общественный деятель.

## Биография
Родился 19 июня 1964 года в городе Дигора, Северо-Осетинская АССР, РСФСР
С 1987 по 1988 год работал старшим инженером отдела капитального строительства АПСК «Краса Херсонщины».
С 1988 по 1992 год занимал руководящие должности в Каховском горкоме комсомола.
В 1992 году основал Международный фестиваль «Таврийские Игры» (1992—2008).
Всеукраинский Благотворительный детский фестиваль «ЧЕРНОМОРСКИЕ ИГРЫ» (1998—2012, 2017 — по сегодня).
С 2000 по 2002 год — член Национального совета по вопросам телевидения и радиовещания Украины.
В период с 2002 по 2014 год — народный депутат Украины 4-го, 5-го, 6-го и 7-го созывов.
С 2014 года — президент компании «Таврийские Игры»; председатель наблюдательного совета радиогруппы «ТАВР Медиа».
Основатель группы компаний, которые представляют на медиарынке Украины музыкальные телеканалы М1, М2; радиогруппу «ТАВР Медиа», в которую входят: Радио Байрактар, Хит FM, Kiss FM, Радио ROKS, Мелодия FM, Радио Relax, Наше Радио, Radio JAZZ, Classic Radio.
Баграев — собственник компании «РТМ-Україна», которая является оператором наружной рекламы, сооснователь компании TicketsBox, которая является билетным оператором, и сервисной технической компании Profi Group.
С 21 мая 2018 года — Почётный Консул Республики Корея в Херсонской, Днепропетровской и Запорожской областях.

## Образование
В 1987 году окончил Херсонский сельскохозяйственный институт, инженерно-строительный факультет.
В 2005 году окончил Киевский национальный экономический университет, факультет международной экономики.

## Награды и звания
- заслуженный деятель искусств Украины (1997)[5];
- орден «За заслуги» ІІІ ст. (2004);
- Почётный гражданин Каховки;
- орден «За заслуги» ІІ ст. (2020)[6].

## Личная жизнь
Женат, имеет двоих детей. Постоянно проживает в Киеве. Владеет осетинским, украинским и русским языками.